# Chaidawyn Altanchujag
Chaidawyn Altanchujag (mongolisch Хайдавын Алтанхуяг, englisch Khaidavyn Altankhuyag, wiss. Transliteration Chajdavyn Altanchujag; * 16. Oktober 1946) ist ein ehemaliger mongolischer Boxer.

## Sport
Chaidawyn Altanchujag trat bei den Olympischen Sommerspielen 1972 in München und 1976 in Montreal an. Im Leichtgewichtsturnier 1972 schied er, nach einem Freilos in der 1. Runde, in seinem Zweitrundenkampf gegen Antonio Comaschi aus Argentinien aus. 1976 kam er auf Rang 15.